# Myrsíni (ort i Grekland)
Myrsíni är en ort i Grekland.   Den ligger i prefekturen Nomós Prevézis och regionen Epirus, i den centrala delen av landet, 290 km väster om huvudstaden Aten. Myrsíni ligger 178 meter över havet och antalet invånare är 192.
Terrängen runt Myrsíni är kuperad norrut, men söderut är den platt. Havet är nära Myrsíni åt sydväst. Närmaste större samhälle är Kanaláki, 11,6 km norr om Myrsíni. 